# Samuela Vula
Samuela Vula (22 de agosto de 1984) es un futbolista fiyiano que juega como defensor en el Suva FC.

## Carrera
Debutó en el Rewa FC, donde jugó hasta que en 2009 el Lautoka FC lo fichó. A mediados de 2010 fue contratado por el Suva FC.

### Clubes
| Club                         | País | Año             |
| ---------------------------- | ---- | --------------- |
| Rewa FC                      | Fiyi | 2006 - 2009     |
| Lautoka Football Association | Fiyi | 2009 - 2010     |
| Suva Football Club           | Fiyi | 2010 - Presente |

### Selección nacional
Jugó 10 partidos representando a Fiyi.